# Shadow on the Stairs
Shadow on the Stairs è un film del 1941, diretto da D. Ross Lederman, basato sul lavoro teatrale Murder on the Second Floor di Frank Vosper, già trasposto per il cinema nel 1939 da William C. McGann.

## Trama
Joseph Reynolds e Ram Singh, uno studente indiano, sono coinvolti in qualche non precisabile traffico losco. Entrambi abitano nella pensione di Stella Armitage, che pare avere una relazione con Joseph, mentre la figlia di lei, Sylvia, ha un rapporto particolare con Hugh Bromilow, un altro ospite, un drammaturgo che sta scrivendo un'opera teatrale di genere thriller.
Un giorno Tom Armitage, marito di Stella e padre di Sylvia, appassionato di scacchi, parte per qualche giorno per andare a sentire la conferenza di un noto scacchista. Il mattino successivo, nella pensione, Joseph Reynolds viene trovato morto nella sua camera, trafitto da diversi colpi di pugnale. Viene chiamata la polizia: risulta che, dalla notte precedente, mancano all'appello Ram Singh, la cameriera Lucy, e Phoebe Snell, un'altra ospite dello stabilimento, appassionata di letteratura.
Ram e Phebe ritornano, alla spicciolata, durante la mattinata, ed ognuno ha il proprio alibi, mentre Lucy viene trovata morta in uno stanzino dell'abitazione. L'ispettore, sentiti i testimoni, che hanno da raccontare qualcosa di rilevante a proposito, è propenso ad incolpare dell'omicidio Lucy, che poi si sarebbe tolta la vita in preda al rimorso. Ma torna a casa Tom Armitage, che, messo alle strette, confessa il proprio duplice omicidio.
L'intera storia non è altro che la trama della commedia scritta da Hugh Bromilow, che ha appena finito di leggerla davanti a tutti gli ospiti della pensione.